# Mazda MX-6
La Mazda MX-6 è un'autovettura coupé a motore e trazione anteriore prodotta e commercializzata dalla casa automobilistica giapponese Mazda in due generazioni dal 1987 al 1997.

## Caratteristiche
Meccanicamente identica alla Mazda 626 e alla Ford Probe con cui condivide la piattaforma e altre componenti tecniche, è stata costruita in due generazioni chiamate GD (1988-1992) e GE (1992-1997). 

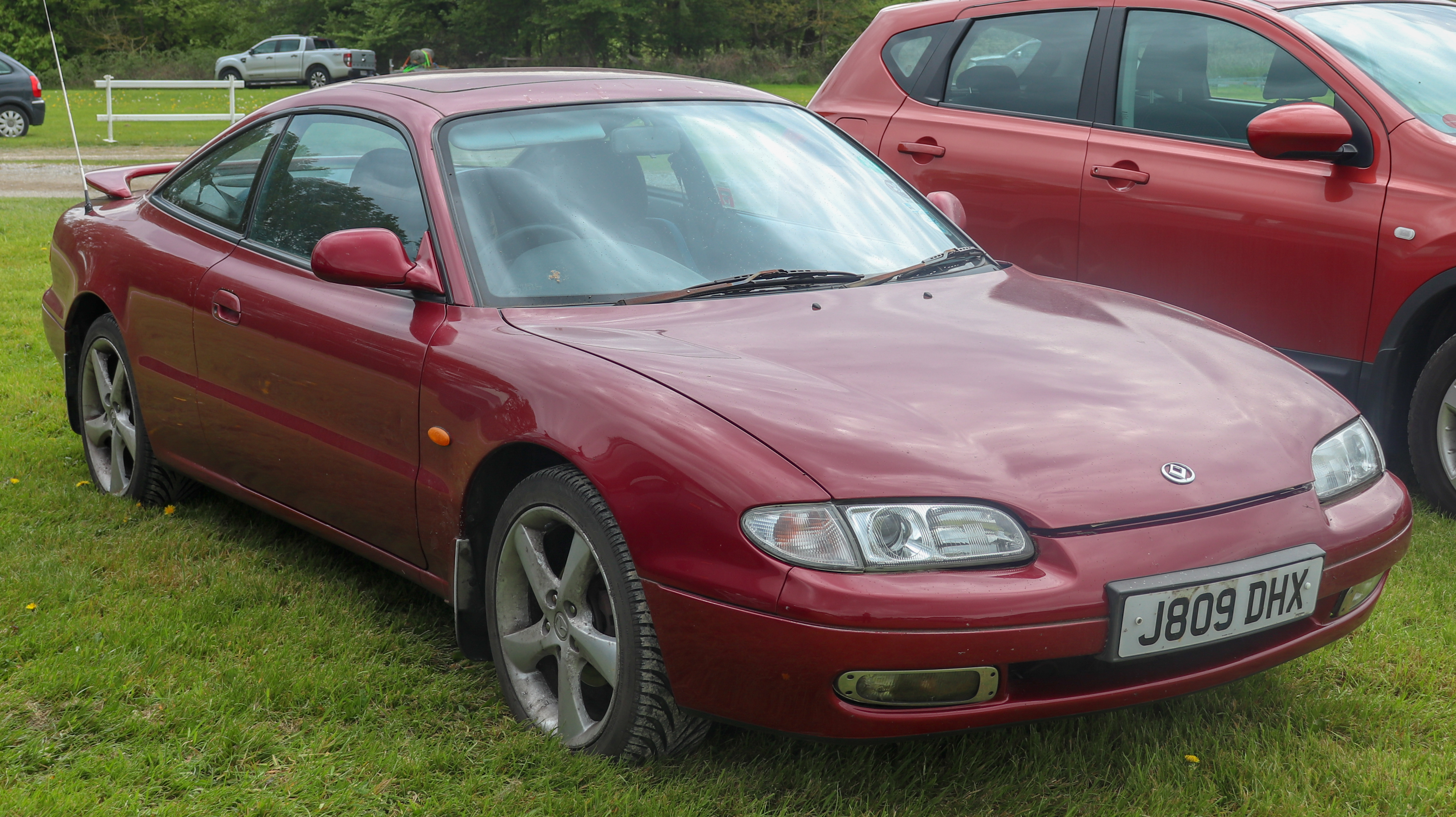
Mazda MX-6 GE del 1992

La MX-6, la 626 e Ford Probe sono state create attraverso una joint-venture tra Mazda e Ford e furono fabbricate negli impianti di AutoAlliance a Flat Rock (Michigan), per il mercato nordamericano, e da Mazda Japan per i mercati asiatici ed europei nelle fabbriche di Hiroshima/Hōfu.